# Задонецьке
Задоне́цьке або Задінецьке — село в Україні, у Зміївській міській громаді Чугуївського району Харківської області.  Місцева споконвічна назва Задінецьке, оскільки місцева назва Сіверського Донця — Дінець. Населення становить 690 осіб. До 2020 орган місцевого самоврядування — Задонецька сільська рада.

## Географія
Село Задонецьке знаходиться на лівому березі річки Сіверський Донець, вище за течією примикає село Камплиця, на протилежному березі — місто Зміїв, село Гайдари. Русло річки звивисте, утворює багато лиманів та озер, зокрема озеро Біле, озеро Генове, озеро Тишкове. Село витягнуто вздовж річки на 5,5 км, воно оточене великим лісовим масивом (сосна). Село перетинає автомобільна дорога Р78.

## Історія
Село засноване в 1680 році.
За даними на 1864 рік на хуторі Зміївської волості Зміївського повіту, мешкало 340 осіб (169 чоловічої статі та 171 — жіночої), налічувалось 52 дворових господарств, існували православна церква та цегельний завод.
Станом на 1914 рік кількість мешканців зросла до 1 205 осіб.
Село постраждало внаслідок геноциду українського народу, проведеного урядом СССР в 1932—1933 роках, кількість встановлених жертв у Задонецькому та Гайдарах — 150 людей.
12 червня 2020 року, відповідно до Розпорядження Кабінету Міністрів України  № 725-р «Про визначення адміністративних центрів та затвердження територій територіальних громад Харківської області», увійшло до складу Зміївської міської громади.
19 липня 2020 року, в результаті адміністративно-територіальної реформи та ліквідації Зміївського району, село увійшло до складу Чугуївського району Харківської області.

## Населення

### Мова
Розподіл населення за рідною мовою за даними перепису 2001 року:
| Мова            | Кількість | Відсоток |
| --------------- | --------- | -------- |
| українська      | 645       | 93.47%   |
| російська       | 43        | 6.23%    |
| угорська        | 1         | 0.15%    |
| інші/не вказали | 1         | 0.15%    |
| Усього          | 690       | 100%     |

## Економіка
- Молочно-товарна, птахоферма.
- Задонецьке лісництво.
- Дитячий табір.

## Об'єкти соціальної сфери
- Школа.

## Відомі люди

### Народилися
- Омельченко Микола Григорович — президент Дніпропетровського регіонального відділення Міжнародного фонду економічних і гуманітарних зв'язків України з Російською Федерацією. Депутат Верховної Ради УРСР 10—11-го скликань. Народний депутат України 1-го скликання. Член ЦК КПУ в 1986—1991 роках.